# Rezoluția 67/19 a Adunării Generale a Organizației Națiunilor Unite
Rezoluția 67/19 a Adunării Generale a Organizației Națiunilor Unite este o rezoluție care a admis Palestina ca stat ne-membru al Organizației Națiunilor Unite. Rezoluția a fost adoptată în cadrul celei de-a șaizeci și șasea sesiuni a Organizației Națiunilor Unite la 29 noiembrie 2012, data Zilei internaționale a solidarității cu poporul palestinian (aniversarea datei când Adunarea Generală a adoptat Rezoluția 181(II) cu privire la Viitorul Guvern al Palestinei), prin urmare statutul de entitate ne-membră a devenit stat ne-membru. Aceasta a fost propusă de reprezentanții Palestinei în cadrul ONU. Deși a fost contestată vehement de Guvernul Netanyahu II al Israelului, fostul Prim-ministru Ehud Olmert susținea această măsură. Deși era văzută în general ca fiind simbolică, moțiunea a fost adoptată. Noul statut al Palestinei echivalează cu cel al Sfântului Scaun.